# San Vicente de Torelló
San Vicente de Torelló (en catalán y oficialmente, Sant Vicenç de Torelló) es un municipio español de la comarca de Osona (Barcelona), situado en el valle del río Ges. Tiene una extensión de 6,6 kilómetros cuadrados e incluye las colonias textiles de Vila-seca y Borgonyà. 

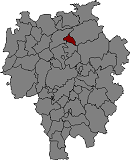
Localización de San Vicente de Torelló

## Demografía
San Vicente de Torelló cuenta con una población de 2092 habitantes (INE 2024).
| Gráfica de evolución demográfica de San Vicente de Torelló entre 1842 y 2021 |
| |
| Población de derecho según los censos de población del INE. Población de hecho según los censos de población del INE.En estos censos se denominaba San Vicente de Torelló: 1842, 1857, 1860, 1877, 1887, 1897, 1900, 1910, 1920, 1930, 1940, 1950, 1960, 1970 y 1981. |

| 1900 | 1930 | 1950 | 1970 | 1981 | 1986 | 2006 |
| ---- | ---- | ---- | ---- | ---- | ---- | ---- |
| 1534 | 1641 | 1848 | 1977 | 1785 | 1783 | 1911 |

## Situación geográfica
El municipio tiene forma de cuña, cuya base se extiende al noroeste, desde el pico de los Tres Batlles (825 m) hasta Borgonyà, junto al río Ter. El sector noroeste poco poblado y muy agreste, formado por terrenos margosos y bosques de encina y pino en las laderas orientadas al norte, limita con el término municipal de Orís. Al nordeste limita con San Pedro de Torelló, al sur con Torelló.

## Climatología
El clima es mediterráneo continental, con inviernos fríos y heladas entre noviembre y abril. Las nieblas no son raras al sur del término, la zona más baja (500 m), junto al río Ges, afluente del Ter que atraviesa el municipio, por influencia de la Plana de Vich, donde éstas son frecuentes. Las lluvias, más frecuentes en primavera, cuya media era de unos 800 litros en los últimos decenios del siglo XX, han disminuido en torno a un 20 por ciento debido a las oscilaciones climáticas en este siglo.

## Comunicaciones
La carretera BV-5224 une la capital municipal con Torelló y San Pedro de Torelló. La carretera BV-5626 une Torelló con Vila-seca y Borgonyà y este núcleo con la C-17 que se halla a escasa distancia. Estación de ferrocarril de la línea Barcelona-Puigcerdà en Borgonyà.

## Economía
La agricultura se basa en el cultivo de cereales para su venta a la industria del pienso, aunque la extensión de terreno cultivado y el número de fincas se ha visto reducido por el fuerte crecimiento urbanístico. Hay varios centenares de vacas, ovejas y conejos y varios millares de cerdos en pequeñas granjas. La principal industria del término es la agroalimentaria, con el matadero de cerdos Mafriges,S.A. (200-250 trabajadores), situado en la zona de Serrallonga. La industria textil Fabra i Coats, que creó la colonia de Borgonyà en 1880, cerró sus puertas en 1999, pero actualmente la zona fabril se está reconvirtiendo. Río Ter abajo, aún funciona la fábrica de hilados Almeda-Alemany, heredera de las hiladurías fundadoras de la colonia de Vilaseca. Otra industria destacable en el término es la de las pequeñas tornerías que aprovechan la riqueza maderera de la comarca. Hay un polígono industrial en expansión en Vilaseca, y otro más reducido en Serrallonga.

## Historia
El castillo de Torelló está documentado desde 881 y la iglesia de San Vicente desde 1059. 
El núcleo de San Vicente de Torelló creció a partir de la iglesia románica del siglo XI, que se encuentra en una elevación sobre el valle del río Ges, entre los núcleos de San Pedro de Torelló y Torelló. A lo largo de los años, en este mismo lugar y siempre en dirección al castillo de Torelló, que se encuentra en una cresta a doscientos metros por encima del valle, se formaron tres núcleos de población: un grupo de casas que se construyeron en torno a la iglesia, donde se encuentran los comercios más importantes; el vecindario de Serralonga, en torno al matadero (Mafriges), que enlaza con el primero, y un tercer sector residencial algo más desvinculado, pero que actualmente está en proceso de enlazarse con la zona antigua, alrededor de Can Jolis, casa pairal de las afueras, en la urbanización Serra d'En Jolis y donde se ubica el polígono industrial de Vilaseca, con industrias de servicios, fabricantes de parqué (como Goodparquet), tiendas, etc.
El proceso de industrialización que tuvo lugar en el siglo XIX, con la construcción de la fábrica textil Fabra y Coats en uno de los meandros del río Ter y dentro del mismo municipio, dio lugar a la aparición de las colonias textiles de Borgonyà y Vila-seca.

## Lugares de interés

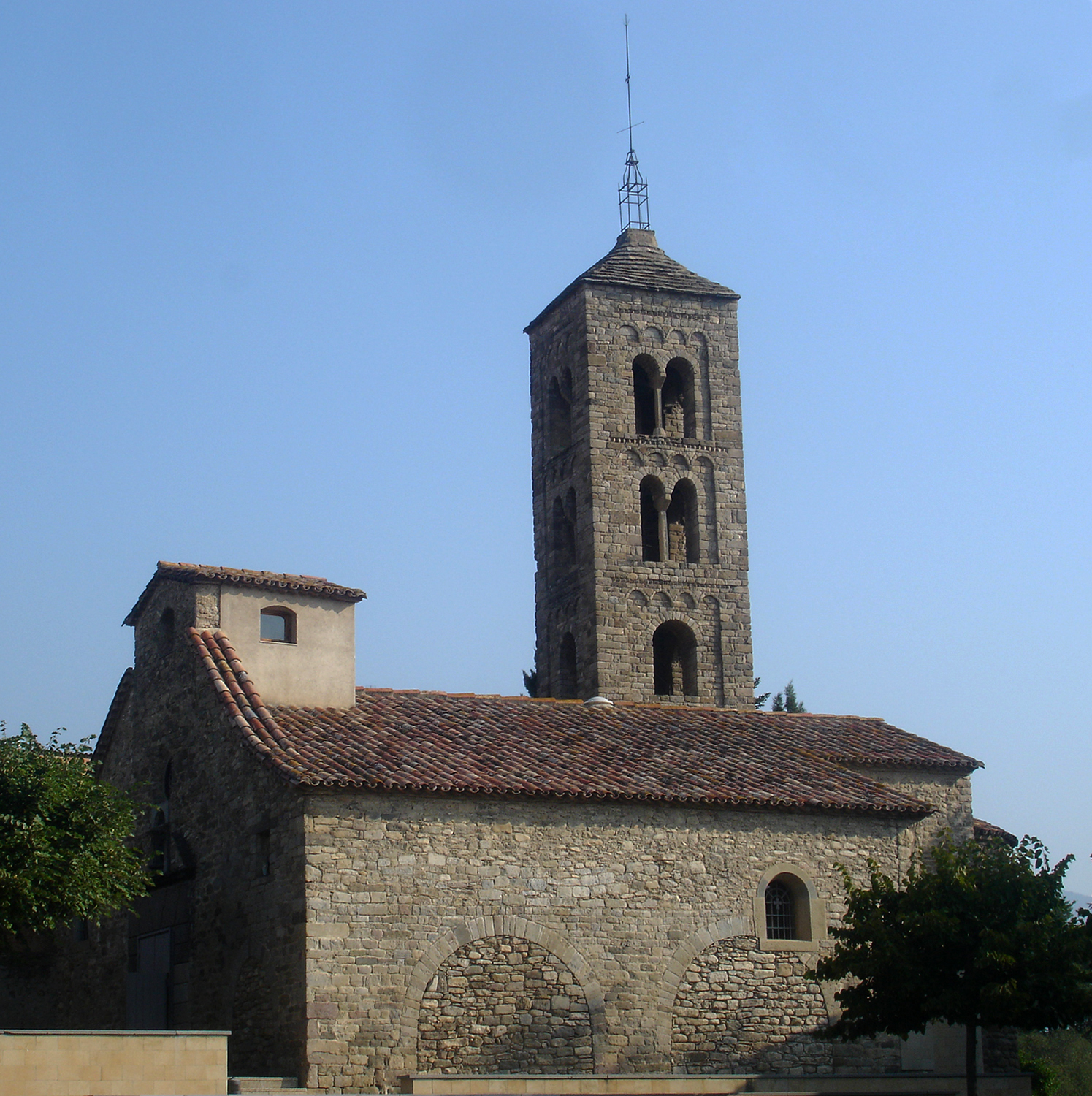
Iglesia románica de San Vicente de Torelló

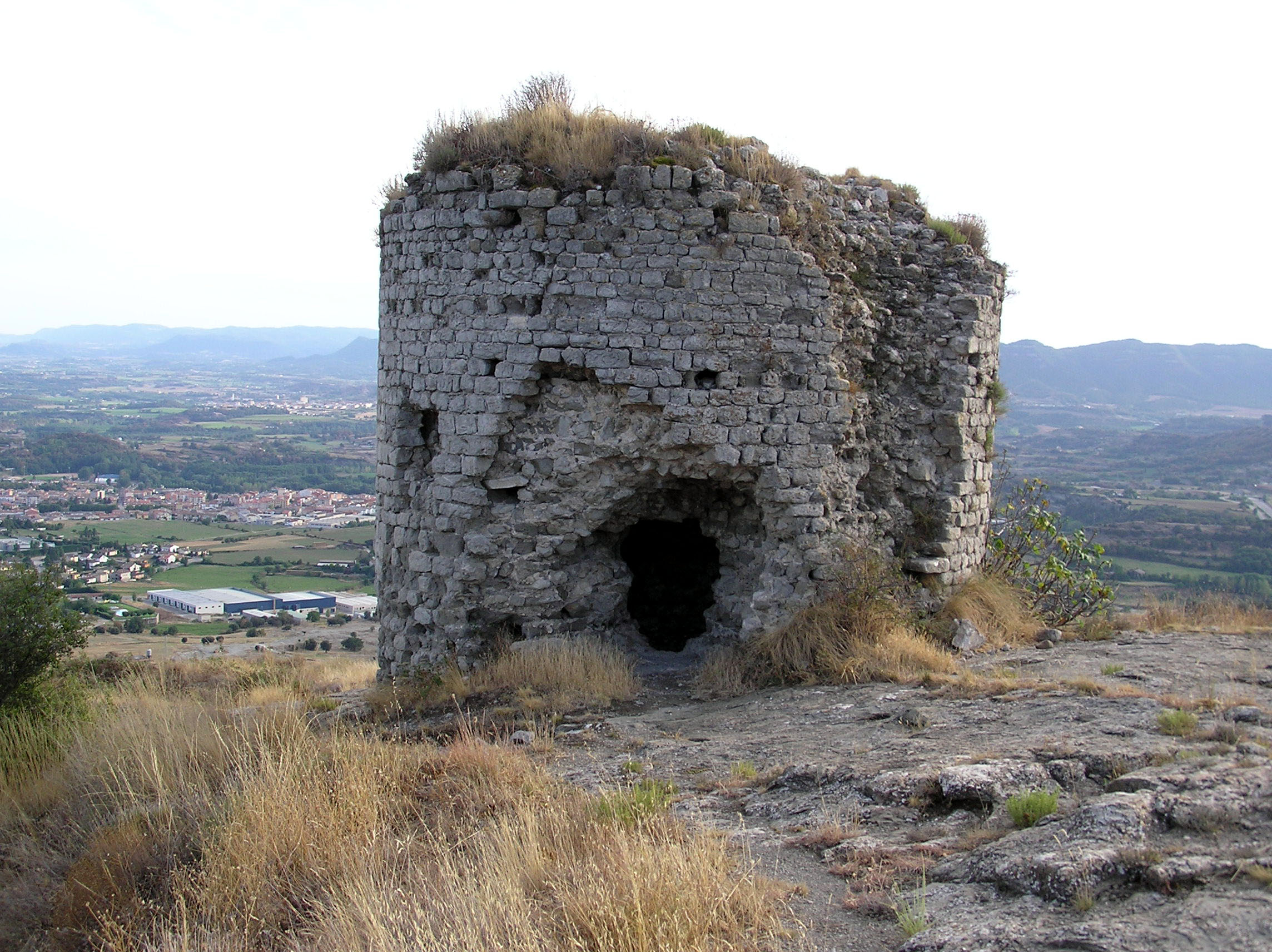
Restos del castillo de Torelló

- Iglesia de San Vicente, de estilo románico, restaurada en 1974. Es conocida desde 1059, y fue ampliada en 1624 con la adición del atrio y la apertura de una puerta al oeste. En 1084 se la conocía como Sant Vicenç de Cerviá.
- Restos del castillo de Torelló, a 781 metros de altitud, en una cima desde cuyo enclave se dominan los valles del Ges y del Ter. Está documentado desde 881, a veces con el nombre de castillo de Cerviá. En el siglo XI pasa a depender de los condes de Besalú, pero su dominio fue cedido a los condes de Moncada en 1090, de los cuales pasó a los Milany y de éstos a los Cabrera en 1351, condes de Osona desde 1356, de quienes pasa a sus sucesores, los marqueses de Aitona en 1577 y a los de Medinacelli hasta principios del siglo XIX. La torre que permanece es del siglo XII. Las murallas fueron derribadas en 1554 para evitar que los bandidos se valieran de ellas. En su época de máximo esplendor, el término municipal del castillo de Torelló, en sus orígenes, abarcaba los municipios de Sant Feliu de Torelló (actual Torelló), San Vicente de Torelló, parte de San Pedro de Torelló y el sector de Saderra, hoy en el municipio de Orís.